# Rio Bratocea
O Rio Bratocea é um rio da Romênia afluente do Cheiţa, localizado no distrito de Prahova.